# Canaan Village-Palmiste
Canaan-Village es una villa de Trinidad y Tobago, que forma parte de la región de Penal-Debe.

## Geografía
La villa abarca parte de la isla Trinidad y limita al norte con Duncan Village, al sur con Palmiste, al este con Esperance Village y al oeste con Rambert Village.

## Demografía
Datos demográficos de la villa de Canaan Village-Palmiste:
| Gráfica de evolución demográfica de Canaan Village-Palmiste entre 2000 y 2011 |
|                                                                               |